# Sant Rajinder Singh Ji Maharaj
Sant Rajinder Singh Ji Maharaj, né le 20 septembre 1946 à Delhi, est le Maître spirituel actuel de la Science de la spiritualité (en) et de Sawan Kirpal Ruhani Mission (en). 
Il est internationalement reconnu pour son action visant à promouvoir la paix intérieure et extérieure à travers la spiritualité et la méditation sur la Lumière et le Son intérieurs.

## Biographie

### Vie et carrière
Sant Rajinder Singh Ji Maharaj est le fils de Sant Darshan Singh Ji (en) (1921-1989), son père, et de Mata Harbhajan Kaur, sa mère. Il est également le petit-fils de Param Sant Kirpal Singh Ji (1894-1974). Il est issu de tradition sikh.
Son père, Sant Darshan Singh Ji, était un mystique, intellectuel et poète indien, connu comme l’un des meilleurs poètes Ourdou de son époque. Il est le fondateur d’une quarantaine de centres de la Science de la spiritualité. Sa mère est diplômée d’un B.A. Degree en science politique de l’Université du Punjab. 
Sant Rajinder Singh est diplômé de l'Institut indien de technologie de Madras. En 1967, il déménage aux États-Unis pour obtenir un Master Degree d’ingénieur de l’Institut de technologie de l'Illinois.
En 1989, il quitte Bell Labs lorsque son père, le Maître spirituel Sant Darshan Singh, décède. Il assume depuis les fonctions spirituelles de son père, et devint conséquemment le Maître spirituel vivant de la Science de la spiritualité.
En 1998, il fut le président de la 16e conférence mondiale sur l’Unité Humaine.
En l’an 2000, Sant Rajinder Singh Ji Maharaj fit partie d’une délégation composée de centaines de leaders religieux du monde qui se rendirent à New York afin d’assister au sommet du Millennium pour la Paix mondiale des leaders religieux et spirituels. « Un évènement peu commun » selon le New York Times « en raison de sa diversité religieuse et du fait qu’il soit organisé aux Nations Unies ». Rajinder Singh indiqua au Times ce qui suit : « Lorsque nous nous asseyons et que nous parlons avec eux [les autres leaders religieux], nous nous rendons compte qu’ils ne sont pas si différents ».
Il a écrit un certain nombre de livres parmi lesquels on peut citer : La Paix intérieure et extérieure grâce à la Méditation qui fut n°1 des ventes, chez Barnes and Noble, dans la catégorie des livres consacrée à la méditation,.
En tant que fondateur de la fondation « Darshan Education », Sant Rajinder Singh Ji Maharaj a établi des « Académies Darshan (en) » dans toute l’Inde (des écoles qui proposent une scolarité allant de la prématernelle jusqu’à la douzième année). Intégrant un programme relatif à la méditation et à la spiritualité dans le cadre d’un environnement académique traditionnel, les objectifs de la fondation sont doubles : premièrement, former des étudiants dont on développe le potentiel spirituel tout en s’assurant de leur bien-être sur les plans intellectuel et physique ; et, deuxièmement, amener chaque étudiant à avoir une vision globale du monde, dégagée de toute distinction de race, de nationalité, de religion ou de statut socio-économique.
Il affirme que : « L’un des plus grands bienfaits de la méditation tient au fait que, outre la paix qu’elle nous apportera au sein de nos propres foyers, elle contribuera à la paix dans le monde. Dans le monde entier, les gens prient pour la paix. Mais, selon la formule consacrée, charité bien ordonnée commence par soi-même. La paix mondiale ne pourra devenir une réalité que si, individuellement, chacun d’entre nous fait émerger un état de paix au sein de son propre cercle d’influence. Si nous apportons de la paix dans nos vies personnelles, l’effet sera cumulatif et cela contribuera à la paix mondiale ».

### Philosophie
Sant Rajinder Singh Ji Maharaj met l’accent sur le caractère fondamentalement unitaire et harmonieux de toutes les confessions. Il affirme que son but est : « d’enlever tout mystère au mysticisme, d’aider les gens à intégrer, d’un point de vue pratique, le mysticisme au sein de leurs propres vies. En le faisant, ils s’aideront eux-mêmes, ainsi que ceux qui les entourent, à accéder à la félicité et à l’amour universel ». Il souligne que la méditation est le fondement préalable de la paix. Ainsi qu’il l’a affirmé : « Il réside à l’intérieur de nous un divin esprit duquel découlent notre intelligence et notre sagesse. Le processus qui permet d’accéder à cet esprit divin intérieur, à cette intelligence et à cette sagesse est appelé : méditation. Si, en méditant et en faisant l’expérience de la force motrice qui œuvre derrière toutes les formes d’existence, nous transformons cette connaissance en sagesse, alors nous nous verrons dotés de la clef qui permettra d’accéder à l’unité humaine. Cette expérience transformera nos vies personnelles ainsi que celles des personnes qui nous entoureront. En fin de compte, ces transformations individuelles apporteront l’unité et la paix aux niveaux local, national et mondial » (extrait d’un discours intitulé : Les dimensions morales du leadership prononcé devant l’académie des garde-côtes des États-Unis d’Amérique).

### Méditation
La méditation est un processus au moyen duquel un adepte entre en contact avec la Lumière et le Son de Dieu qui sont déjà présents à l’intérieur de lui-même. Les Maîtres spirituels de la Science de la Spiritualité enseignent que :
1. Le divin courant de la Lumière et du Son se réverbèrent et retentit dans l’entière création ;
2. En méditant sur ce courant on peut commencer à voyager dans les régions spirituelles intérieures ;
3. Avec l’aide et la guidance d’un Maître spirituel, ce voyage conduit finalement à réaliser Dieu ainsi qu’à la fusion de l’âme dans la Sur-Âme ou Dieu.

Le Times of India a repris la citation suivante de Sant Rajinder Singh Ji Maharaj : « Les êtres humains sont bénis d’une faculté spéciale : être en mesure d’accéder à la connaissance spirituelle. Cette occasion est offerte à chaque être humain ; mais peu d’entre eux la saisissent. Il nous faut méditer pour faire bon usage de ce don ».

### Science et spiritualité
La méthode de méditation enseignée par Sant Rajinder Singh Ji Maharaj est qualifiée de science ; elle peut être pratiquée et mise en œuvre par des personnes issues de toutes les cultures. Au moyen de cette méthode, les aspirants peuvent réaliser l’expérience de la méditation à l’intérieur d’eux-mêmes. En le faisant, l’adepte peut être, intérieurement et spirituellement, gratifié d’une expérience directe et personnelle de la Lumière et du Son, confirmant qu’il existe quelque chose qui se trouve au-delà de ce monde physique.
Lors du discours qu’Il adressa aux étudiants et aux professeurs de l’Institut Indien de Technologie de Mumbai (en), Sant Rajinder Singh Ji Maharaj déclara ceci : « La Science et la Spiritualité représentent les deux faces d’une même pièce. Si les personnes engagées dans des recherches scientifiques passaient du temps dans le silence de leur être, l’inspiration leur viendrait et des réponses seraient apportées à leurs questions. Si les personnes intéressées par la Spiritualité appliquaient la méthode scientifique et testaient l’hypothèse qui leur est soumise dans le laboratoire que représente leur propre corps, elles parviendraient aux résultats attendus. Chaque personne est capable d’accéder aux vérités spirituelles. De telles recherches peuvent, tout à la fois, rendre le monde meilleur et nous dévoiler le but de nos vies ».

### Sant Rajinder Singh Ji et l'ONU
Sant Rajinder Singh Ji a prononcé le discours d’ouverture du « Sommet du millénaire pour la Paix » aux Nations unies qui a eu lieu du 28 au 31 août 2000. Il a souligné l'importance de la méditation pour rétablir la paix dans le monde.
Ce sommet avait regroupé 189 dirigeants des États membres de l'ONU et plus de 1000 chefs religieux et spirituels, afin de réaffirmer le rôle des Nations unies dans le monde et l'entente des États dans le siècle à venir.

## Sant Rajinder Singh Ji et la science de la spiritualité
Il enseigne une méthode simple de méditation basée sur le son et la lumière intérieurs. Cette technique est appelée Surat Shabd Yoga. « Surat » est un mot sanscrit signifiant « attention », « shabd » est « le Verbe » ou le courant originel divin, et « yoga » veut dire « union ». Le Surat Shabd Yoga est donc l'union de l'âme avec la lumière et le son divin.
Même si la méditation réduit le stress et améliore la santé, elle a pour principal but, l’éveil spirituel, c'est-à-dire, l'union de l'âme à sa source originelle: Dieu. Cette pratique ne demande pas de postures physiques difficiles, ni d’exercices de respiration particuliers. C’est la raison pour laquelle, on l’appelle, « Yoga de l’esprit » : le centre d’attention n’étant pas un point physique, mais le « Troisième Œil », un point situé entre et derrière les sourcils. 
Cette technique peut être pratiquée par tous, indépendamment de l’âge, de la santé, de l’origine et de la religion. Ses enseignements - issus de la tradition « Sant Mat » - ne constituent pas une religion, mais un sentier spirituel où chacun peut continuer à pratiquer sa religion. Reconnaissant l'unité transcendante au cœur de toutes les religions, il insiste sur la méditation – ou prière intérieure - comme le seul moyen véritable et efficace pour parvenir à la paix.
Il encourage à vivre un équilibre entre la vie intérieure et la vie extérieure en remplissant ses responsabilités vis-à-vis de la famille et de la société. Se consacrant à aider l'humanité à réaliser l'harmonie et l'unité, il affirme : « C'est seulement quand chaque individu aura réalisé la paix intérieure que nous verrons une paix durable sur cette planète ».
Sant Rajinder Singh Ji Maharaj délivre un message d'unité, de paix et d'amour pour tous les êtres de la création, et a été acclamé par des dirigeants éclairés du monde entier.

## Publications
Ses publications incluent des livres en plusieurs langues et des centaines d'articles sur des sujets spirituels. 

### Principaux ouvrages
- Sant Rajinder Singh Ji Maharaj, La méditation pour la paix intérieure et extérieure (lire en ligne).
- Sant Rajinder Singh Ji Maharaj, Je donne le pouvoir à mon âme par la méditation (lire en ligne).

### Autres publications
- Sant Rajinder Singh Ji Maharaj, La trame soyeuse de la divinité.
- Sant Rajinder Singh Ji Maharaj, La soif spirituelle.
- Sant Rajinder Singh Ji Maharaj, La méditation à la portée de tous.
- Sant Rajinder Singh Ji Maharaj, L'écologie de l'âme et mysticisme positif.
- Sant Rajinder Singh Ji Maharaj, L'éducation pour un monde de paix.
- Sant Rajinder Singh Ji Maharaj, La paix commence avec toi : un message au Parlement mondial de religion.
- Sant Rajinder Singh Ji Maharaj, Vision spirituelle pour l'unité et la paix.

## Distinctions
- Peace Award du Temple of Understanding (en) et de Interfaith Center of New York (en), juin 1997[15]
- Award by the City Council of San Ramon (Californie), 2010[16].
- The Medal of Cultural Merit du ministère national de l'éducation, Bogota, Colombie.
- Illinois Institute of Technology Distinguished Leadership Award, Chicago, Illinois[17]
- Award from the President of the State of Mexico, November 2008[18]
- Simón Bolívar Award (Condecoracion Oficial Simon Bolivar) octroyé par le Ministre de l'Éducation de Colombie à Bogota[19]
- "Distinguished Leadership Award" for his work in peace and spirituality by IIT (Illinois Institute of Technology) in Chicago, Illinois (November 1998)[20].
- The Extraordinary Grand Cross de l'Ordre de Boyacá remise par le Gouverneur du Department of Quindío, Carlos Eduardo Osorio Buritica en Colombie, le 31 décembre 2019[21],[22]

Il a reçu 5 doctorats honoraires, notamment de Inca Garcilaso de la Vega University (en) (Pérou).

## Principales conférences pour la paix
Sant Rajinder Singh Ji Maharaj a présidé plusieurs Conférences Internationales sur l'Unité de l'Homme : en Inde, en Amérique du Sud, en Europe, dans les Caraïbes.
- Mexique-Novembre 2008 : 26e Conférence de l'Unité de l'homme. Visite de Sant Rajinder Singh Ji Maharaj à la Basilique de la Guadelupe.
- Colombie-Avril 2007 : la 24e Conférence Internationale de l'Unité de l'homme à Bogota, Cali et Medellin.
- Équateur-Avril 2007 : Quito - 25e Conférence internationale sur l'Unité de l'homme. "L'importance de vivre en harmonie, en paix et dans l'Unité".
- République Dominicaine-Mai 2005 : À Santo Domingo-22e Conférence Internationale sur l'Unité de l'Homme - "La paix et l'Unité à travers la spiritualité".
- Inde-Delhi septembre 2006 : À Delhi - 21e Conférence sur l'Unité de l'Homme.
- États-Unis-Mars 2006 : À Naperville (Chicago, Illinois) - 3e Retraite inter-religieuse.
- États-Unis-Octobre 2004 : À Naperville, Illinois - 2e Retraite inter-religieuse.
- Nations unies (ONU)–août 2000 : New York : Discours au Sommet mondial de la rencontre des Leaders religieux et spirituels, à la Séance d'ouverture du nouveau Millénaire pour la paix aux Nations unies (ONU).
- États-Unis 1999 : Discours devant les cadets des garde-côtes américains sur les principes moraux et spirituels du leadership en 1999.
- Allemagne-Munich 1999 : Président de la conférence internationale de l’unité de l’humanité dont le thème principal était "Visions de l’unité de l’humanité dans le nouveau millénaire" organisée à Munich en Allemagne en 1999.
- Colombie-Bogota 1998 : Président de la conférence internationale de l’unité de l’humanité et dont le thème principal était "Séminaire pour la paix par l’éducation" organisée à Bogota en Colombie en 1998.
- Nations unies (ONU)-1997 : Discours lors de la cérémonie d’investiture du Secrétaire Général des Nations unies Kofi Anan et l’ambassadeur des États-Unis d’Amérique Bill Richardson en 1997.
- Inde-Delhi 1995 : Discours inaugural à la cérémonie de la prière mondiale pour la paix organisée à Delhi/Inde en 1995.
- Nations unies (ONU)-1995 : Discours inaugural dans la cathédrale de St-jean le divin à New York lors de la célébration du 50e anniversaire des Nations unies en 1995.
- États-Unis-New York 1995 : Discours inaugural au centre du dialogue interreligieux de New York en 1995.
- Inde-Delhi 1994 : Président de la 7e conférence mondiale de la fraternité entre les religions organisée à Delhi/Inde en 1994.
- Italie-Rome 1994 : Discours à la conférence mondiale de la paix entre les religions organisée en Italie et inaugurée par le pape Jean-Paul II en 1994.
- Inde-Delhi 1994 : Président de la conférence Internationale pour l’unité de l’humanité organisée à Delhi/Inde en 1994.
- États-Unis-Chicago 1993 : Discours inaugural au Parlement Mondial des religions à Chicago/États-Unis en 1993.

## Citations
« La méditation fait partie de chaque religion qu’elle soit appelée prière, contemplation ou l’inversion. C’est le côté ésotérique de la religion qui permet à l’âme de reconnaître son Créateur. »

— Sant Rajinder Singh Ji Maharaj

« C’est de la responsabilité de nos dirigeants religieux et spirituels de montrer l’exemple à leurs fidèles. S’ils montrent de la tolérance et le respect pour toutes les religions, s’ils pratiquent la non-violence et s’ils encouragent leurs fidèles à s’inverser par la méditation dans le but de trouver la paix intérieure, alors la paix extérieure deviendra une réalité. »

— Sant Rajinder Singh Ji Maharaj

« Nous devons d’abord nous guérir nous-mêmes physiquement, mentalement et spirituellement. C’est seulement après avoir franchi cette étape que nous pourrons réellement guérir les profondes blessures de notre monde. »

— Sant Rajinder Singh Ji Maharaj